# Otidea
Otidea (Pers.) Bonord., Handb. Allgem. mykol. (Stuttgart): 205 (1851) è un genere di funghi ascomiceti appartenente alla famiglia Pyronemataceae.

## Descrizione
Le specie di questo genere sono terricole o lignicole e spesso crescono sulla lettiera di Pino.
Il gambo non è molto sviluppato, il ricettacolo ha con una fenditura longitudinale che gli conferisce l'aspetto di un orecchio di animale.
I carpofori crescono singoli o cespitosi, hanno un colore dal giallo al bruno-olivastro.
Sono considerati funghi commestibili anche se di scarso valore.

## Specie di Otidea
La specie tipo è Otidea onotica (Pers.) Fuckel (1870), altre specie incluse sono:
- Otidea abietina (Pers.) Fuckel (1870)
- Otidea alba Velen. (1934)
- Otidea alutacea (Pers.) Massee (1895)
- Otidea apophysata (Cooke & W. Phillips) Sacc. (1889)
- Otidea auricula (Schaeff.) Rehm
- Otidea auriculariiformis Henn.
- Otidea bufonia (Pers.) Boud. (1907)
- Otidea caligata Nyl.
- Otidea cinerascens Velen. (1947)
- Otidea cochleata (Huds.) Fuckel (1870)
- Otidea crassa W.Y. Zhuang (2006)
- Otidea daliensis W.Y. Zhuang & Korf (1989)
- Otidea darjeelensis (Berk.) Sacc. (1892)
- Otidea domingensis (Berk.) Sacc. (1889)
- Otidea doratophora Ellis & Everh.
- Otidea euplecta (Cooke) Sacc. (1889)
- Otidea felina (Pers.) Bres.
- Otidea formicarum Harmaja (1976)
- Otidea grandis (Pers.) Rehm (1893)
- Otidea harperiana Rehm
- Otidea hirneoloides (Berk.) Sacc. (1889)
- Otidea indivisa Velen. (1934)
- Otidea kauffmanii Kanouse (1949)
- Otidea lactea J.Z. Cao & L. Fan (1990)
- Otidea lechria (Berk. & Broome) Sacc. (1889)
- Otidea leporina (Batsch) Fuckel (1870)
- Otidea lilacina R. Heim & L. Remy (1932)
- Otidea lobata Rodway (1925)
- Otidea microspora (Kanouse) Harmaja (1976)
- Otidea mirabilis Bolognini & Jamoni (2001)
- Otidea myosotis Harmaja (1976)
- Otidea nannfeldtii Harmaja (1976)
- Otidea obtecta Schwein.
- Otidea olivacea J.Z. Cao & L. Fan (1990)
- Otidea papillata Harmaja (1976)
- Otidea pedunculata Velen. (1934)
- Otidea platyspora Nannf. (1966)
- Otidea propinquata (P. Karst.) Harmaja (1976)
- Otidea purpurea (M. Zang) Korf & W.Y. Zhuang (1985)
- Otidea pusilla Rahm (1958)
- Otidea rainierensis Kanouse (1949)
- Otidea reisneri Velen. (1922)
- Otidea schulzeri Quél.
- Otidea shimizuensis (Kobayasi) Korf (1973)
- Otidea sinensis J.Z. Cao & L. Fan (1990)
- Otidea smithii Kanouse (1939)
- Otidea sparassis Quél. (1892)
- Otidea subonotica Henn.
- Otidea tasmanica Rodway (1925)
- Otidea tianshuiensis J.Z. Cao, L. Fan & B. Liu (1990)
- Otidea tuomikoskii Harmaja (1976)
- Otidea unicisa (Peck) Harmaja (1986)
- Otidea violacea A.L. Sm. & Ramsb. (1916)